# Yehudit Hendel

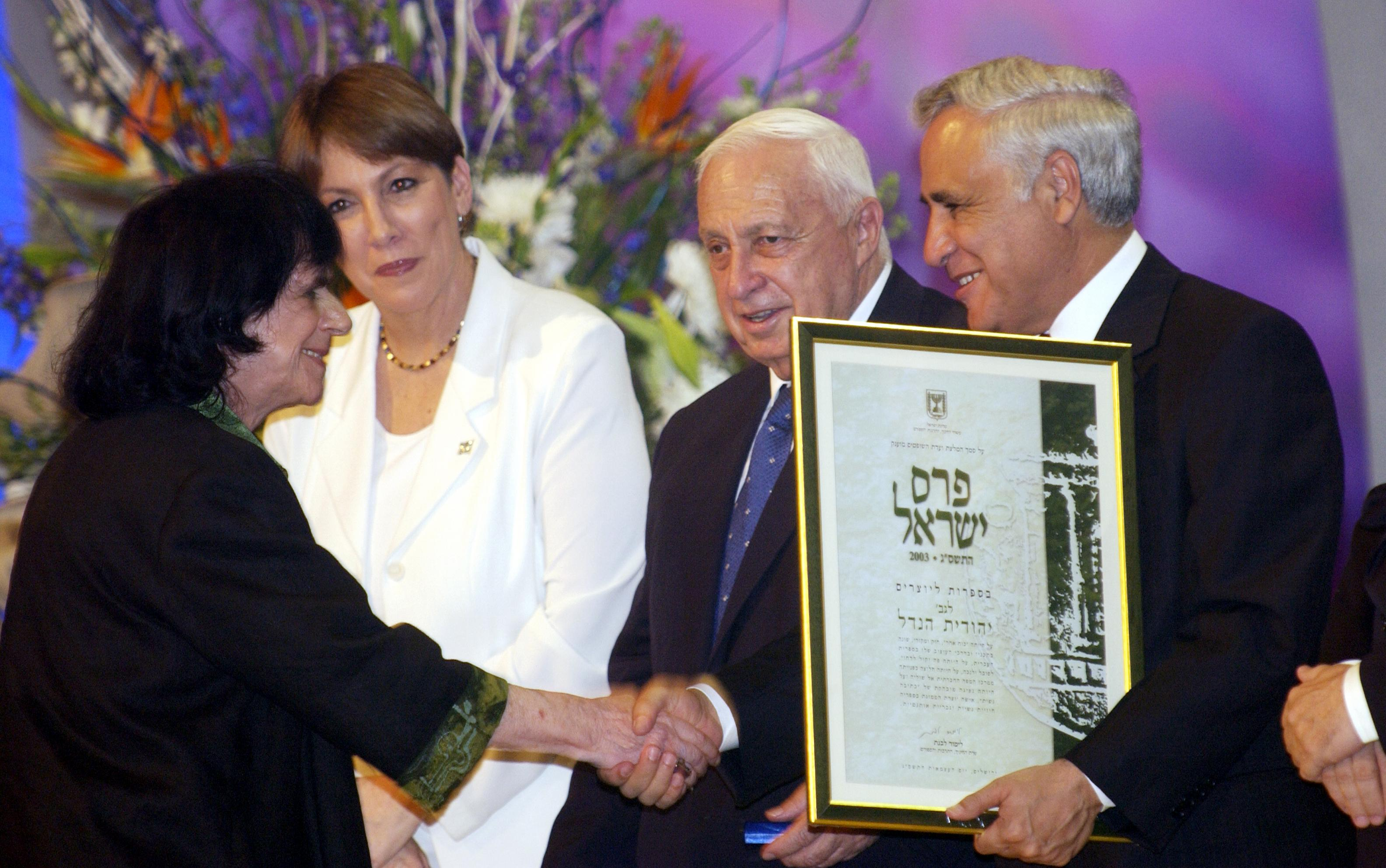
Hendel recebendo Prêmio Israel em 2003

Yehudit Hendel (Varsóvia, 1925) foi uma autora israelense premiada. Ela escreveu romances, contos e não-ficção.
Muito de seu trabalho enfoca o Holocausto, pessoas deslocadas, pessoas com depressão e doentes terminais.
Quando ela ganhou o Prêmio Israel em 2003, o comitê de seleção afirmou que "ela é uma voz única, comovente e poderosa com profundidade psicológica. Ela mergulha na alma do homem e nos problemas existenciais do dia-a-dia com observações delicadas e reconhecendo o trágico destino das pessoas. Yehudit Hendel é uma pioneiroa em transformar o centro do mapa social em suas bordas".

## Biografia
Hendel nasceu em 1925 em Varsóvia. No mesmo ano, seu avô mudou-se para a Palestina; seus pais e família se mudaram para Haifa em 1930. Seu pai, Akiva, conseguiu um emprego como motorista de ônibus.
Quando criança, Hendel foi membro do HaNoar HaOved VeHaLomed, um movimento jovem sionista. Ela frequentou o colégio de professores em Tel Aviv e em 1948 casou-se com o pintor Zvi Meirovitz. Eles tiveram dois filhos, Dorit (n. 1952) e Yehoshua (n. 1963). Em 1980, Hendel mudou-se para Tel Aviv, onde viveu pelo resto de sua vida.

## Trabalho literário
O primeiro conto de Hendel, Bi-khvot Orot, foi publicado em 1942 quando ela tinha dezessete anos. Sua primeira coleção de estórias curtas, Anashim Aherim Hem, foi publicada em 1950. Em 1954, o manuscrito de seu romance Rehov ha-Madregot venceu o Concurso Asher Barash. Foi publicado em 1955 e se tornou um best-seller. [4] Isso foi seguido pela publicação de um segundo romance, He-Hazer shel Momo ha-Gedolah em 1969. Ela estava trabalhando em um terceiro romance, a ser intitulado Zelilah Hozeret, em 1970 quando seu marido adoeceu e o livro foi posto de lado; seu marido morreu em 1974. Ela nunca terminou o livro, mas serviu de base para um filme de mesmo título dirigido por Shimon Dotan em 1982. Em 1984, ela publicou Ha-Koah ha-Aher, uma biografia de seu falecido marido Zvi Meirovitz.
As décadas de 1980 e 1990 foram um período prolífico para seu trabalho. Ela escreveu vários outros romances e contos, bem como críticas literárias. Em 1985, ela apresentou um programa de rádio na Voice of Israel.